# جون دويل (لاعب كرة قدم)
جون دويل (بالإنجليزية: John Doyle)‏ هو لاعب كرة القدم الغالية ولاعب كرة قدم أيرلندي، ولد في 30 يناير 1978 في Allenwood, County Kildare ‏ في جمهورية أيرلندا. لعب مع Kildare Senior Football Team ‏.